# Said-Ali Saidowitsch Achmajew
Said-Ali Saidowitsch Achmajew (russisch Саид-Али Саидович Ахмаев; * 30. Mai 1996 in Moskau) ist ein russischer Fußballspieler.

## Karriere
Achmajew begann seine Karriere bei Spartak Moskau. Im Januar 2015 wechselte er zum FK Rostow. Im August 2015 stand er erstmals im Profikader Rostows, zum Einsatz sollte er aber nie kommen. Zur Saison 2016/17 wurde er an den Drittligisten Tschernomorez Noworossijsk verliehen. Während der Leihe kam er zu 19 Einsätzen in der Perwenstwo PFL, in denen er aber ohne Torerfolg blieb. Nach dem Ende der Leihe kehrte er nicht mehr nach Rostow zurück.
Nach einem halben Jahr ohne Klub wechselte Achmajew im März 2018 nach Moldawien zum Erstligisten FC Speranța Nisporeni. Für Speranța spielte er bis zum Ende der Saison 2017/18 viermal in der Divizia Națională. Im September 2018 kehrte er wieder nach Russland zurück und schloss sich dem Drittligisten FK Kolomna an. Für Kolomna kam er in der Saison 2018/19 zu 18 Einsätzen in der PFL. Zur Saison 2019/20 wechselte er zum ebenfalls drittklassigen Ararat Moskau. Für Ararat kam er zu 15 Drittligaeinsätzen, ehe der Klub im Februar 2020 aus der PFL ausgeschlossen wurde.
Nach einem Jahr Vereinslosigkeit wechselte Achmajew im Februar 2021 zum Erstligisten FK Tambow. Im April 2021 debütierte er gegen den FK Chimki in der Premjer-Liga. Für Tambow kam er insgesamt zu vier Einsätzen in der höchsten russischen Spielklasse, aus der der Klub allerdings am Ende der Saison 2020/21 abstieg, woraufhin er sich auflöste. Anschließend wechselte der Angreifer im September 2021 zum Drittligisten Torpedo Wladimir. Für Torpedo machte er zwölf Drittligaspiele.
Im Februar 2022 zog er weiter zum Zweitligisten FK SKA-Chabarowsk. In Chabarowsk kam er zu vier Einsätzen in der Perwenstwo FNL. Zur Saison 2022/23 wechselte Achmajew zum Erstligisten FK Chimki, bei dem er aber primär für die Drittliga-Reserve vorgesehen war. Für Chimki kam er zu drei Pokaleinsätzen, mit dem Team stieg er aus der Premjer-Liga ab. Nach der Saison 2022/23 verließ er den Verein wieder.